# Rosanna Arquette
Rosanna Lauren Arquette (New York, 1959. augusztus 10. –) BAFTA-díjas amerikai színésznő, filmrendező, filmproducer, az Arquette-színészdinasztia tagja.

## Fiatalkora és családja
New Yorkban született, Lewis Arquette színész és Brenda „Mardi” Olivia (született: Nowak) színésznő, költő, színház-üzemeltető, aktivista, tanár és terapeuta lányaként. Édesanyja zsidó, a holokauszt elől menekült Lengyelországból. Apja, aki áttért az iszlám hitre, Meriwether Lewis felfedezőtől származtatja magát. Rosanna apai nagyapja a komikus Cliff Arquette. Testvérei szintén színészek: Patricia, Alexis, Richmond és David Arquette.
1963-ban az Arquette család elköltözött Chicago-ba, tizenegy éves korában Front Royalba, Virginiába költöztek. Emiatt Rosanna nem teljesített jól az iskolában.

## Pályafutása
Első filmes szerepe 1982-ben, az Emmy-díj-ra jelölt A hóhér dala című tévéfilmben volt. Ezt követően sok mozi és TV filmben játszott és a legismertebb rendezőkkel dolgozott együtt az elmúlt húsz évben. Első főszerepét John Sayles Szeress belém (1983) című filmjében játszotta. Madonna partnereként szerepelt a Kétségbeesve keresem Susant (1985) című filmben. Miután a Lidérces órák és az Egy lépés a halál egyaránt kereskedelmi és kritikai kudarcok voltak számára, ezért elhagyta Hollywoodot és Európába ment dolgozni.
1989-ben Martin Scorsese szerepet ajánlott neki a New York-i történetekben, azóta néhány kivételtől eltekintve Rosanna minden évben szerepel egy vagy több filmben. Ezek közül néhány: Ponyvaregény, Karambol.
1990-ben meztelen képek jelentek meg róla a Playboy szeptemberi számának címlapján, bár ő azt állította, hogy ez a tudta és előzetes beleegyezése nélkül történt.
2002 óta rendezőként is tevékenykedik az első rendezése a Searching for Debra Winger volt. Ebben interjúkat készített több elismert, 30 és 60 év közötti színésznővel, akik amellett, hogy sikeres színésznők, családanyák is egyben.

## Magánélete
19 évesen férjhez ment Tony Greco rendező, zeneszerzőhöz, majd 1980 októberében elváltak.
1986-ban házasságot kötött James Newton Howard zeneszerzővel, de ez a házasság is hamarosan véget ért. Az angol pop-rock sztár Peter Gabriellel több éven át élt romantikus kapcsolatban – Gabriel In Your Eyes című dalának megszületését Rosanna inspirálta.
1993-ban hozzáment John Sidel restaurátorhoz, akitől egy évvel később lánya, Zoe Blue Sidel született. A házaspár gyakran volt távol egymástól, s bár Rosanna nagy erőfeszítéseket tett a házassága megmentésének érdekében, 1999-ben elváltak. 2001 szeptemberében David Codikow rendező eljegyezte.
1997-ben édesanyja meghalt mellrákban, azóta azon dolgozik, hogy az emberek nagyobb figyelmet fordítsanak erre a betegségre.

## Filmográfia

### Film
| Év   | Magyar cím                                      | Eredeti cím                                | Szerep                            | Magyar hang        |
| ---- | ----------------------------------------------- | ------------------------------------------ | --------------------------------- | ------------------ |
| 1979 | American Graffiti 2.                            | More American Graffiti                     | lány a kommunában                 |                    |
| 1980 |                                                 | Gorp                                       | Judy                              |                    |
| 1981 |                                                 | S.O.B.                                     | Babs                              |                    |
| 1983 | Szeress belém                                   | Baby It's You                              | Jill Rosen                        |                    |
| 1983 |                                                 | Off the Wall                               | Pam Smith                         |                    |
| 1985 | A pilóta                                        | The Aviator                                | Tillie Hansen                     | Murányi Tünde      |
| 1985 | Kétségbeesve keresem Susant                     | Desperately Seeking Susan                  | Roberta Glass / 'Susan'           | Herczeg Csilla     |
| 1985 | Kétségbeesve keresem Susant                     | Desperately Seeking Susan                  | Roberta Glass / 'Susan'           | Farkasinszky Edit  |
| 1985 | Silverado                                       | Silverado                                  | Hannah                            | Vándor Éva         |
| 1985 | Silverado                                       | Silverado                                  | Hannah                            | Zakariás Éva       |
| 1985 | Lidérces órák                                   | After Hours                                | Marcy Franklin                    | Eszenyi Enikő      |
| 1986 | Egy lépés a halál                               | 8 Million Ways to Die                      | Sarah                             | Götz Anna          |
| 1986 | Senki bolondja                                  | Nobody's Fool                              | Cassie                            | Jani Ildikó        |
| 1987 | Amazonok a Holdon                               | Amazon Women on the Moon                   | Karen                             | Zsigmond Tamara    |
| 1988 | A nagy kékség                                   | Le grand bleu                              | Johanna                           | Kovács Nóra        |
| 1988 | A nagy kékség                                   | Le grand bleu                              | Johanna                           | Schell Judit       |
| 1989 | New York-i történetek                           | New York Stories                           | Paulette                          | Götz Anna          |
| 1989 | Fekete szivárvány                               | Black Rainbow                              | Martha Travis                     | Kiss Erika         |
| 1989 | Fekete szivárvány                               | Black Rainbow                              | Martha Travis                     | Földes Eszter      |
| 1990 |                                                 | Wendy Cracked A Walnut                     | Wendy                             |                    |
| 1991 | Intruderek támadása                             | Flight of the Intruder                     | Callie Joy                        | Zakariás Éva       |
| 1991 | A linguini eset                                 | The Linguini Incident                      | Lucy                              | Kisfalvi Krisztina |
| 1992 | A halál prófétája                               | Fathers & Sons                             | Miss Athena                       |                    |
| 1993 | Hiába futsz                                     | Nowhere to Run                             | Clydie Anderson                   | Csere Ágnes        |
| 1993 | Áldozat vagy gyilkos                            | The Wrong Man                              | Missy / feleség                   |                    |
| 1994 | A félelem városa                                | La Cité de la peur                         | Rosanna Arquette                  |                    |
| 1994 | Ponyvaregény                                    | Pulp Fiction                               | Jody                              | Spilák Klára       |
| 1995 | Kutass és rombolj                               | Search and Destroy                         | Lauren Mirkheim                   | Spilák Klára       |
| 1996 | Karambol                                        | Crash                                      | Gabrielle                         | Kisfalvi Krisztina |
| 1997 | Csalimadarak                                    | Gone Fishin'                               | Rita                              | Kéri Kitty         |
| 1997 | A hazug                                         | Deceiver / Liar                            | Mrs. Kennesaw                     | Vándor Éva         |
| 1997 | Tegyél egy szívességet                          | Do Me a Favor                              | Alex Langley                      | Vándor Éva         |
| 1998 | Buffalo ’66, avagy Megbokrosodott teendők       | Buffalo '66                                | Wendy Balsam                      | Farkasinszky Edit  |
| 1998 | Majd elválik                                    | Hope Floats                                | Connie Phillips                   | Tallós Rita        |
| 1998 |                                                 | I'm Losing You                             | Rachel Krohn                      |                    |
| 1998 | A pokol konyhája                                | Hell's Kitchen                             | Liz McNeary                       | Farkasinszky Edit  |
| 1998 | A bosszú mocsara                                | Fait Accompli                              | Jezzebelle                        | Kisfalvi Krisztina |
| 1999 |                                                 | Sugar Town                                 | Eva                               |                    |
| 1999 | A szállítók – Pokoli utazás                     | Palmer's Pick-Up                           | Dawn                              |                    |
| 2000 | Bérgyilkos a szomszédom                         | The Whole Nine Yards                       | Sophie Oseransky                  | Für Anikó          |
| 2000 | Túl sok hús                                     | Too Much Flesh                             | Amy                               |                    |
| 2001 |                                                 | Things Behind the Sun                      | Pete                              |                    |
| 2001 | Kismocsok                                       | Joe Dirt                                   | Charlene, aligátor farmtulajdonos |                    |
| 2001 |                                                 | Big Bad Love                               | Velma                             |                    |
| 2001 | Eltanácsolt tanácsadó                           | Good Advice                                | Cathy Sherman                     | Kisfalvi Krisztina |
| 2001 | Egy szexőrült naplója                           | Diary of a Sex Addict                      | Grace Horn                        |                    |
| 2002 |                                                 | Searching for Debra Winger                 | nem szerepel                      |                    |
| 2004 |                                                 | Dead Cool                                  | Deirdre                           |                    |
| 2005 |                                                 | My Suicidal Sweetheart                     | Vera                              |                    |
| 2005 |                                                 | Iowa                                       | Effie Harte                       |                    |
| 2005 |                                                 | Welcome to California                      | prostituált                       |                    |
| 2005 | Rebellisek                                      | Kids in America                            | Abby Pratt                        | Agócs Judit        |
| 2006 | Megleslek.com                                   | I-See-You.Com                              | Lydia Ann Layton                  | Farkasinszky Edit  |
| 2007 | Harc a Terra bolygóért                          | Battle for Terra                           | Lina professzor (hangja)          |                    |
| 2008 |                                                 | Ball Don't Lie                             | Francine                          |                    |
| 2008 |                                                 | Growing Op                                 | Diana                             |                    |
| 2009 |                                                 | Repo Chick                                 | Lola                              |                    |
| 2009 | Amerikai pite 7. – A szerelem Bibliája          | American Pie Presents: The Book of Love    | Madeline Shearson                 | Spilák Klára       |
| 2010 | Lélegezz!                                       | Inhale                                     | Dr. Rubin                         |                    |
| 2011 | Hasadás                                         | The Divide                                 | Marilyn                           | Spilák Klára       |
| 2011 |                                                 | Exodus Fall                                | Marilyn Minor                     |                    |
| 2011 | Béke, szerelem és félreértés                    | Peace, Love & Misunderstanding             | Darcy                             |                    |
| 2014 | Újoncok napja                                   | Draft Day                                  | Angie                             | Spilák Klára       |
| 2015 | Az utaskísérő – Senkit nem hagy kielégítetlenül | Larry Gaye: Renegade Male Flight Attendant | bemondónő                         |                    |
| 2016 | Szerelmes dal                                   | Lovesong                                   | Eleanor                           |                    |
| 2017 | Hogyan legyünk szentek?                         | Holy Lands                                 | Monica                            | Farkasinszky Edit  |
| 2018 | Octavio halott                                  | Octavio Is Dead!                           | Joan Kent                         |                    |
| 2018 | Milliárdos fiúk klubja                          | Billionaire Boys Club                      | Sydney anyja                      |                    |
| 2020 | Szeretet, szeretet, szeretet                    | Love Is Love Is Love                       | Anne                              |                    |
| 2020 |                                                 | Puppy Love                                 | Deb                               |                    |
| 2022 | A szeretet jelei                                | Signs of Love                              | Rosie                             |                    |
| 2023 | Exférjek                                        | Ex-Husbands                                | Maria Pearce                      | Németh Kriszta     |

## Fontosabb díjak, jelölések
Golden Globe-díj
- 1986 jelölés: legjobb női mellékszereplő (Kétségbeesve keresem Susant)

BAFTA-díj
- 1987 jelölés: legjobb női mellékszereplő (Lidérces órák)
- 1986 díj: legjobb női mellékszereplő (Kétségbeesve keresem Susant)